# 托马斯·德·托尔克马达
托马斯·德·托尔克马达，黑衣修士（西班牙語：Tomás de Torquemada, O.P.，1420年10月14日—1498年9月16日，也译多玛斯·多凯马达），15世纪西班牙天主教多明我会僧侣，西班牙宗教裁判所（天主教会决议处理宗教犯罪的法庭）首任大法官。卡斯蒂利亚女王伊莎贝拉一世的忏悔者。在15世纪末西班牙驱逐穆斯林摩尔人完成收复失地运动后，旨在恢复基督宗教在西班牙的地位，托尔克马达说服天主教双王发布阿兰布拉诏书宣布驱逐犹太人。托尔克马达作为敕令的主要拥护者则自1492年起负责驱逐当地的异教徒，或逼迫他们改宗天主教。自1480至1530年间，通过信仰审判并最终以火刑处死的异教徒达数千人。托尔克马达关于裁判所的指示手稿直到1576年才公开印刷，出版于马德里。在现代，他的名字经常与宗教迫害、教条主义和盲信等联系在一起。

## 生平

### 早年
据说托尔克马达出生于西班牙巴利亚多利德，他的叔叔是著名的神学家胡安·德·托尔克马达红衣主教
，而实际上他们家族带有犹太血统。托马斯很小时就进入当地的圣保罗多米尼加修道院了。作为教会正统的一个勤勉的拥护者，他有三种美德，好学、虔诚与简朴，且声望很好。因此他被提拔为塞戈维亚圣十字修道院的一名修道士。在这时候，他遇见了年轻的伊莎贝拉一世公主。两人对宗教和意识形态的看法迅速达成了共识，并因此建立了友好关系。很多年来，托尔克马达都作为聆听她忏悔的忏悔者和导师。在1474年，他作为最亲密的战友和支持者出席了伊莎贝拉女王的加冕礼。在1469年，他甚至建议她与阿拉贡国王斐迪南二世结婚，如此即可巩固他们的王国并联合形成一个政教合一的基地使他得以发挥。托尔克马达也是1492年阿兰布拉诏书的主要拥护者，随后引发了西班牙的大规模排犹。

### 大审查
托尔克马达认为西班牙犹太人对西班牙的宗教影响和经济统治逐渐增强，因此他对西班牙犹太人的逐渐增多表示忧虑。他认为他们对天主教双王的权力构成威胁，而更重要的是他坚信他们在暗中破坏罗马天主教。当双王即位后，两人意见迅速达成一致。他们希望在西班牙设立一个圣职部来管理宗教裁判事务，并向教皇恳求批准。教皇于1478年底批准了请求，并建立了信仰传播圣职部。
在1482年初，教皇为西班牙委任了一些检察官，包括托尔克马达。一年之后，托尔克马达则被称为西班牙大检察官，直至1498年去世。在他领导下的这15年间，西班牙宗教裁判所从塞维利亚的一个小法庭变成了20多所圣职部。作为大检察官，托尔克马达重组了始于1478年的卡斯提裁判所。他的诉求是使西班牙摆脱所有的异端，因此在塞维利亚、哈恩、科尔多瓦、雷阿尔城和萨拉戈萨等地都建立了法庭并任宗教总法官，从此成为西班牙全境的宗教法庭总负责人。犹太教表面皈依者（marrános）乃至犹太改宗者，都在他狂热的异端搜捕中受尽折磨。托尔克马达及追随者指责犹太表面皈依者在劝诱基督教社群改宗，并呼吁所有天主教徒监视他们。
在1484年，他发布了28条法令作为检察官的审判指南：罪名由原先的异端和背教有所扩大，新包括巫术、鸡奸、多偶、亵渎和高利贷；刑讯逼供也被其授权。这些法令在1484年至1498年还陆续被他人有所补充。异端人士或不信者的受刑过程极具侮辱性，经“公审大会”的判决后，受刑者着圣宾尼陀服戴纸制尖角高帽，游街至广场焚烧至死。以托尔克马达为首的宗教组织拘禁、拷打和烧死的受害者人数巨大。根据圣部史学家胡安·安东尼奥·略伦特神父（Juan Antonio Llorente）的计算，在托尔克马达在位期间10220被判处火刑，97321人遭受刑罚、抄家或终身监禁，甚至6860名已经逃离西班牙的部分人还被缺席判处火刑，即焚烧塑像。至1492年止，共有17万犹太人遭驱逐。根据史学家亨利·卡门（Henry A. Kamen）的数据，迫害者则为两千人。

## 去世
1494年6月，在托尔克马达健康恶化之时，他退休至阿维拉的圣托马斯修道院。教皇亚历山大六世派去四个助理检察官以维持西班牙宗教裁判所。1498年，托尔克马达葬于圣托马斯修道院。在1832年他的坟墓被人掘开，尸骨被盗走并焚毁。

## 辩护
西班牙史学家塞瓦斯蒂安·德·奥尔梅多称之为“异端的锤子、西班牙的明灯、国家的救星和修会的荣耀”。
西班牙史学家英国人亨利·卡门（Henry A. Kamen）称，对西班牙宗教裁判所和托尔克马达的丑化主要来自英国和荷兰的新教徒。以约翰·佛克塞为代表的英国新教徒希望营造一段黑历史来攻击天主教。黑历史在英国的流传还有一个原因，即是西班牙與英國於海上霸權上競爭。